# Новомлинськ
Новомли́нськ — село в Україні, у Дворічанській селищній громаді Куп'янського району Харківської області. Населення становить 16 осіб. До 2020 орган місцевого самоврядування — Петро-Іванівська сільська рада.

## Географія
Село Новомлинськ знаходиться на правому березі річки Оскіл, нижче за течією за 5 км селища Дворічна, на протилежному березі нижче за течією за 2 км село Дворічне. Берег річки обривистий, утворює крейдяні гори.

## Історія
1712 — дата заснування.
7 (20) листопада 1917 року, відповідно до.Третього Універсалу Української Центральної Ради, увійшло до складу Української Народної Республіки.
Село постраждало внаслідок геноциду українського народу, проведеного урядом СРСР в 1932—1933 роках, кількість встановлених жертв в Петрово-Іванівці, Митрофанівці, Новомлинську, Хотинську, Дриголівці, Михайлівці — 55 людей.
12 червня 2020 року, відповідно до Розпорядження Кабінету Міністрів України  № 725-р «Про визначення адміністративних центрів та затвердження територій територіальних громад Харківської області», увійшло до складу Дворічанської селищної громади.
19 липня 2020 року, в результаті адміністративно - територіальної реформи та ліквідації Дворічанського району, село увійшло до складу Куп'янського району Харківської області.
Село було окуповане російськими військами з 24 лютого 2022 року до 10 вересня 2022 року.
25 грудня 2022 року російський агресор завдав мінометних та артилерійських обстрілів в районі населеного пункту.
7 лютого 2023 року окупанти обстріляли село

## Походження назви
- 1712 — «Новомлинськ (інакше Переволочна), указом від 9 червня 1712 року і грамотами від 11 і 30 жовтня 1718 року, село віддане Юрію Степановичу Великому Спатару, інакше Мечникову, що прийняв прізвище Мечника.»[8]

## Економіка
- В селі була молочно-товарна ферма.